# Siguizmund Levanevski

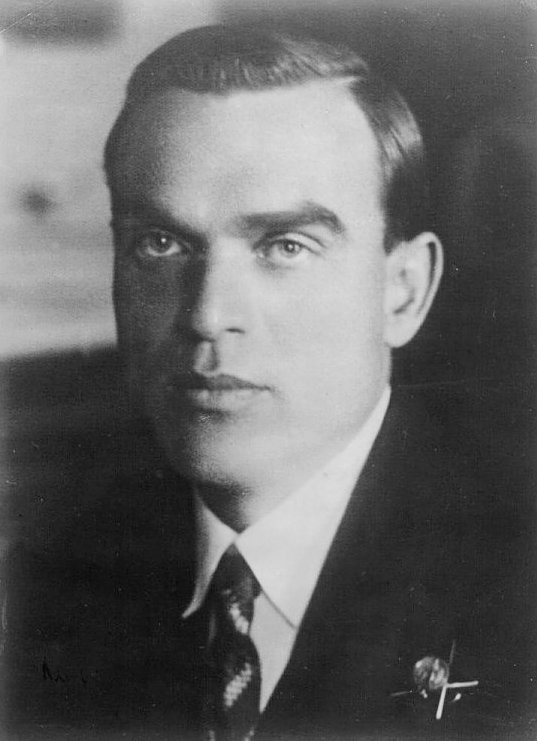
Sigizmund Levanevsky.

Siguizmund Aleksándrovich Levanevski (en idioma ruso: Сигизмунд Александрович Леваневский; en idioma polaco: Zygmunt Lewoniewski) (15 de mayo de 1902 - 13 de agosto de 1937) fue un piloto de aviación soviético de origen polaco, nombrado Héroe de la Unión Soviética en 1934.

## Vida y carrera
Siguizmund Levanevski nació en San Petersburgo, de padres polacos. Su hermano Józef Lewoniewski (1899-1933) fue piloto deportivo y militar del ejército polaco. Formó parte de la Revolución de Octubre, uniéndose a los bolcheviques, para luego participar en la Guerra Civil Rusa, sirviendo al Ejército Rojo desde 1918. En 1925 se graduó de la Escuela de Aviación Naval de Sebastopol, convirtiéndose en piloto de guerra. Pasó a reserva en 1930.
En 1933 se convirtió en piloto de la Administración de la Ruta del Mar del Norte, cumpliendo varios vuelos de larga distancia por el Paso del Noreste. El 13 de julio de 1933 rescató al piloto estadounidense James Mattern, quien se había visto obligado a aterrizar de emergencia cerca de Anádyr durante su intento de vuelo alrededor del mundo. En abril de 1934, Levanevsky piloteó desde una improvisada pista en el hielo ártico del mar de Chukchi, formando parte del equipo que exitosamente rescató a los pasajeros del hundido barco de vapor SS Cheliuskin. Por esta hazaña, fue reconocido con el título oficial de Héroe de la Unión Soviética.

## Vuelos al Polo Norte

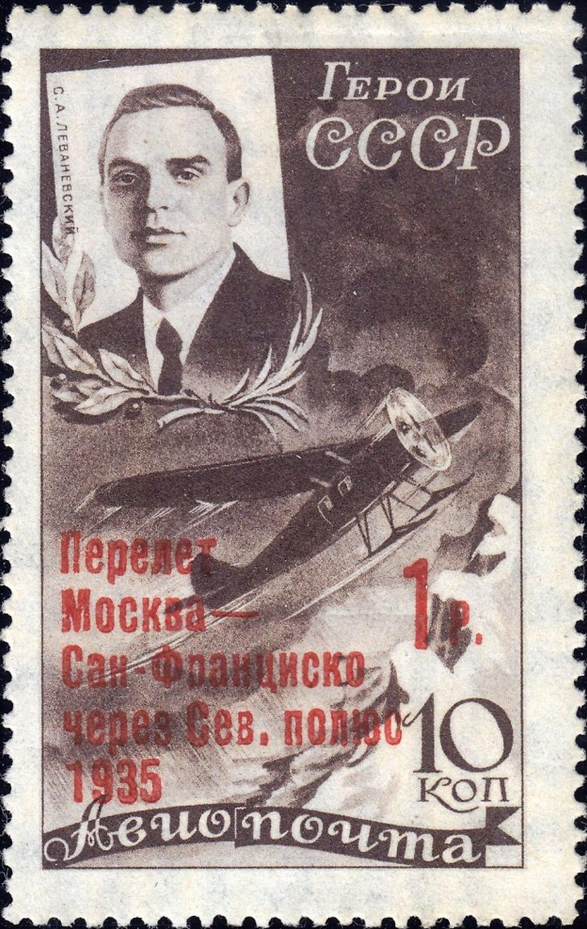
Estampilla conmemorativa de Siguizmund Levanevski por su vuelo Moscú-San Francisco, agosto de 1935.

En agosto de 1935, Levanevski completó su primer vuelo al Polo Norte, efectuando la ruta desde Moscú a San Francisco (California). Contemporáneo de Charles Lindbergh, Levanevsky fue celebrado como un héroe de la nueva era de la aviación. A inicios de  1936, voló de regreso desde Los Ángeles, Estados Unidos a Moscú, cubriendo 19.000 kilómetros de trayecto.
El 12 de agosto de 1937, una aeronave tipo Boljovitinov DB-A con seis hombres a bordo, capitaneado por Levanevski inició un vuelo de larga distancia desde Moscú a Estados Unidos a través del Polo Norte. Las radiocomunicaciones con la tripulación se cortaron al día siguiente, el día 13 de agosto a las 17:58 hora de Moscú cuando la aeronave encontró condiciones meteorológicas adversas. Tras infructuosos intentos de búsqueda, todos los miembros de la tripulación fueron declarados presuntamente muertos.